# バンザン
株式会社バンザンは、オンライン家庭教師（インターネット家庭教師）事業、家庭教師派遣事業や、eラーニング事業を展開している日本の民間企業である。

## 概要
1995年12月に設立。一般的な家庭教師派遣事業に加え、特定の大学に特化した家庭教師派遣も行っている。eラーニングの分野では、受験対策の動画学習コンテンツ・その他の学習サポートコンテンツを展開している。
具体的には以下のとおり。
- オンライン家庭教師のメガスタ
- 中学受験専門 家庭教師 一橋セイシン会
- 私大受験専門 家庭教師 メガスタディ
- 私大医学部受験専門  プロ家庭教師 医学部メガスタディ
- スタディ・タウン

### オンライン家庭教師 メガスタ
オンライン家庭教師 メガスタ（おんらいんかていきょうしめがすた）は、日本最大級の実績があるオンライン家庭教師である。旧名称は、「メガスタディオンライン」。
通常の家庭教師のように生徒の家までは行かずに、インターネット上のテレビ会議システムを使うことによって、遠隔地から一対一の個別指導を行うオンライン家庭教師サービスである。
日本が抱える教育課題として、都市部と地方教育格差、急速する学校の統廃合、教職員の減少などが挙げられる。
オンライン家庭教師メガスタディオンラインは、Technologyで、教育イノベーションを巻き起こす、収入都地域格差による教育格差を吹き飛ばすをテーマに、全国の受験生の教育問題を解決している。
また、経済産業省の公式サイト『未来の教室』に掲載された。

#### 沿革
- 「中学受験専門 家庭教師 一橋セイシン会」のサービス開始
- 「私立校専門 家庭教師 一橋セイシン会」のサービス開始
- 2017年7月 - 「私立・国立大学専門 家庭教師メガスタディオンライン」のサービス開始
- 2017年12月 - 生徒の顔と手元の2画面を同時表示できる新システムの導入開始
- 2018年1月 - 医学部受験対策を専門に行う姉妹サービス「医学部専門家庭教師メガスタディ」を開始
- 2019年12月 -「私立中学高校専門家庭教師　メガスタ（訪問家庭教師・オンライン家庭教師）」を開始（旧：「私立校専門 家庭教師 一橋セイシン会」のサービスをリニューアル）
- 2020年3月 -「オンライン家庭教師のメガスタ（旧：大学受験専門 オンラインメガスタディ） AO推薦入試対策コース」を開始
- 2020年7月 -「オンライン家庭教師　メガスタ」を開始(旧：-「私立中学高校専門家庭教師　メガスタ」と「私立・国立大学専門 家庭教師メガスタディオンライン」に「小学生」を加えてサービス名をリニューアル）

#### 取材
- 2019年9月3日 - 読売新聞・朝刊掲載『オンライン授業受験の知識入手』
- 2019年9月3日 - デーリー東北・朝刊掲載『東京の家庭教師とオンラインで授業』
- 2019年9月3日 - RAB青森放送・『推薦・AO入試の小論文対策 ビデオ通話で遠隔授業』
- 2019年9月23日 - 東京新聞・朝刊掲載『教育格差是正にICTが光』
- 2019年9月27日 - 読売新聞・朝刊掲載『授業動画で受験勉強』
- 2019年10月28日 - 毎日新聞・朝刊掲載『オンライン家庭教師　一流の先生と１対１』
- 2019年12月7日 - ニュースサイト　ビジネスインサイダー掲載『地方と都市部が抱えるこれだけの格差』
- 2020年1月20日 - 毎日新聞・朝刊掲載『私立校生向けオンライン家庭教師』
- 2020年3月2日 - 日本経済新聞・掲載『今こそオンライン教育』
- 2020年10月23日 - ASCII START UPサイト　掲載『オンライン家庭教師のバンザン、AIによる動画解析サービス「I'mbesideyou」を導入』
- 2020年10月23日 - Yahoo!ニュース掲載『オンライン家庭教師のバンザン、AIによる動画解析サービス「I'mbesideyou」を導入』
- 2020年10月23日 - exciteニュースサイト　掲載『オンライン家庭教師のメガスタなどを手がけるバンザン社、オンライン家庭教師サービスにおける子どもたちの目標達成を叶えるために、AIによる動画解析サービス「I'mbesideyou」を導入』
- 2020年10月23日 - ICT教育ニュースサイト　掲載『オンライン家庭教師のバンザン、AI動画解析サービス「I’mbesideyou」を導入』
- 2020年11月17日 - 『日経クロストレンド×日経BP 編集　マーケティングDX最新戦略』 国内マーケティング事例100に選出

#### 受賞
- 2019年: eラーニングアワード 2019フォーラム『Ed Tech特別部門賞』受賞
  - 主宰：一般社団法人e-Learning Initiative Japan/フジサンケイビジネスアイ
  - 後援：経済産業省、文部科学省、総務省、厚生労働省、独立行政法人情報処理推進機構、全国都道府県教育委員会連合会、日本商工会議所、一般社団法人日本経済団体連合会、公益社団法人経済同友会、産経新聞社